# Wundersleben
Wundersleben est une commune allemande de l'arrondissement de Sömmerda, Land de Thuringe.

## Géographie
Wundersleben se situe sur l'Unstrut.
|             | Weißensee      |          |
| Straußfurt  | Wundersleben   | Sömmerda |
| Henschleben | Werningshausen |          |

Wundersleben se trouve sur la Bundesstraße 176.

## Histoire
Wundersleben est mentionné pour la première fois en 744 sous le nom de Wunerslouben.
En 1664, Wundersleben est la scène d'une chasse aux sorcières. Une femme subit un procès.
Pendant la Seconde Guerre mondiale, douze femmes et hommes de Pologne sont contraints à des travaux agricoles.